# Aureluoppal
Aureluoppal är en sjö i Kiruna kommun i Lappland och ingår i Torneälvens huvudavrinningsområde. Sjön har en area på 0,513 kvadratkilometer och ligger 483 meter över havet. Sjön avvattnas av vattendraget Njuotjanjåkka.

## Delavrinningsområde
Aureluoppal ingår i det delavrinningsområde (755752-166588) som SMHI kallar för Utloppet av Aureluoppal. Medelhöjden är 552 meter över havet och ytan är 10 kvadratkilometer. Räknas de 7 avrinningsområdena uppströms in blir den ackumulerade arean 76,69 kvadratkilometer. Njuotjanjåkka som avvattnar avrinningsområdet har biflödesordning 3, vilket innebär att vattnet flödar genom totalt 3 vattendrag innan det når havet efter 433 kilometer. Avrinningsområdet består mestadels av skog (53 procent), öppen mark (11 procent) och kalfjäll (29 procent). Avrinningsområdet har 0,57 kvadratkilometer vattenytor vilket ger det en sjöprocent på 5,7 procent.